# Brauerei Hirt

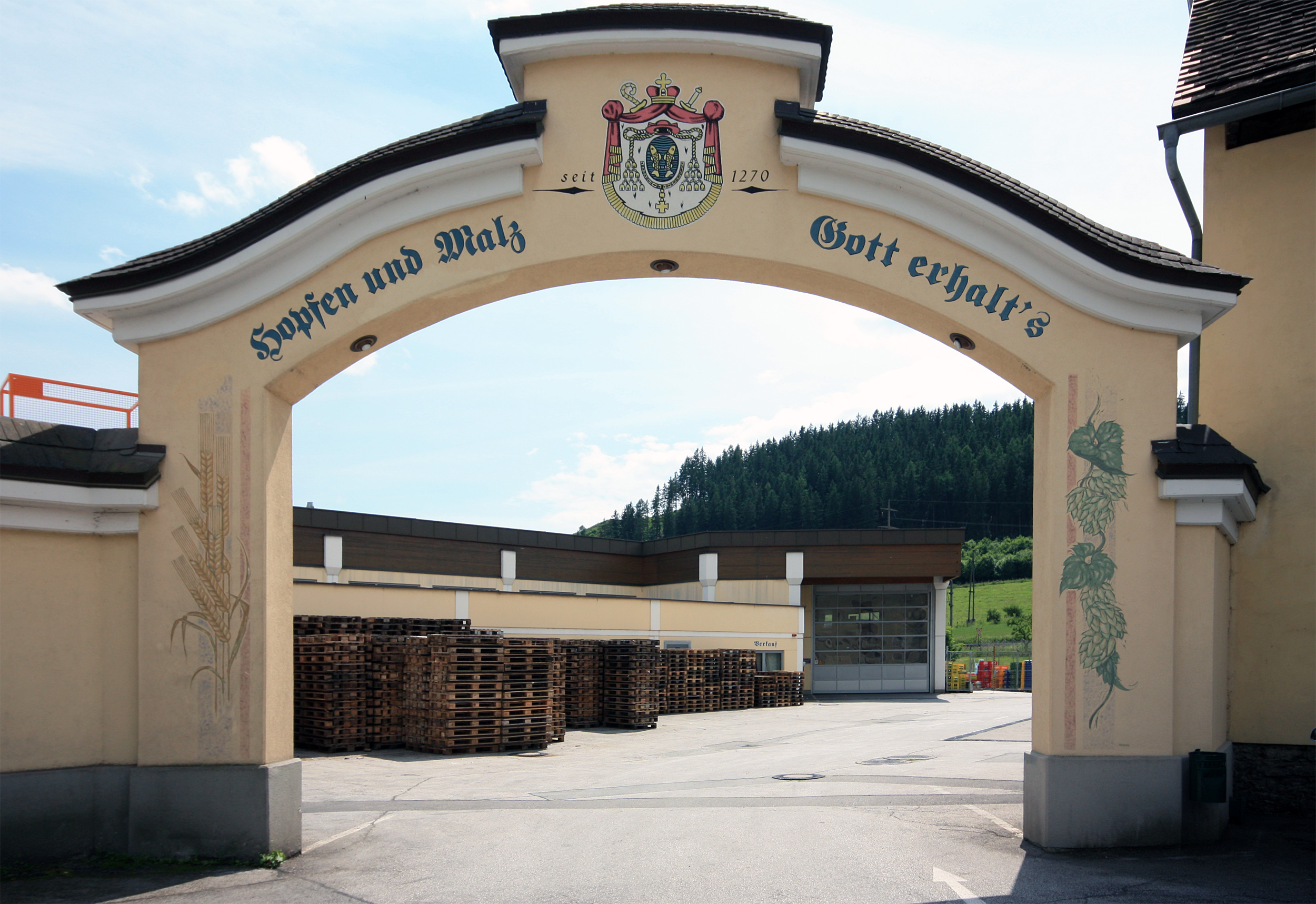
Eingang zum Brauereigelände

Die Brauerei Hirt GmbH ist eine Bierbrauerei in Hirt, einer Ortschaft der Kärntner Gemeinde Micheldorf. 
Die Brauerei Hirt ist die zweitälteste Privatbrauerei Österreichs und zu 100 % im Privatbesitz. Seit 1460 kann die Besitzfolge der Brauerei lückenlos nachgewiesen werden. Bis heute ist die Privatbrauerei Hirt in Familienbesitz und wird in der 5. und 6. Generation von den Eigentümern Klaus Möller und Nikolaus Riegler geführt. 
Die erste Erwähnung der Hirter Taverne, die den Grundstock der Brauerei bildete, findet man um 1270 im Gurker Urbar, dem Güter- und Anlagenverzeichnis des Domkapitels Gurk: „Item taberna in Hurde solvit talentum unum“ („Ebenso zahlt die Taverne in Hirt ein Talent.“). Die Taverne zu Hirt, der heutige Hirter Braukeller, liegt an einer der auch heute wichtigen Nord-Süd-Verkehrslinien und ist das ganze Jahr Rastplatz für viele Reisende. 
Die Brauerei Hirt ist heute die einzige Privatbrauerei in Kärnten und eine der wenigen österreichischen Brauereien, die ihre Produkte mit eigenem Quellwasser herstellen. Das Hirter Quellwasser kommt aus 24 im Brauereibesitz befindlichen Quellen, die mit einem Kalkgehalt von fünf bis sieben Deutschen Härtegraden optimal zum Bierbrauen geeignet sind. Ein weiteres wichtiges Qualitätsmerkmal der Hirter Produkte ist, dass sie zur Haltbarmachung weder pasteurisiert noch kurzzeiterhitzt werden. Die Haltbarmachung geschieht in Hirt stattdessen mittels doppelter Filtration auf kaltem Weg. 
Lange Zeit war Hirt nur eine kleine Brauerei, 1913 wurde ein Ausstoß von 9200 hl erzielt. Der damalige Hauptwirtschaftszweig war nicht die Bierproduktion, sondern die Landwirtschaft. Auch heute ist die Brauerei noch Besitzerin von 900 Hektar großteils verpachteten Agrarflächen. Erst mit der Produktion der heute bekannten Pilsbiere ab den 1960er Jahren und dem Fall des Bierkartells in Österreich wuchs die Hirter Brauerei mit ihrem überregionalen Bekanntheitsgrad und verfügt heute über ca. 120 Mitarbeiter die einen Jahresausstoß von ca. 160.000 Hektolitern im Jahr 2018 produzierten. 
Neben dem Wasser aus eigenen nahegelegenen Quellen stammt auch ein Teil der zum Brauen verwendeten Gerste aus der Umgebung um Hirt. Neben mehreren Biersorten stellt die Brauerei einen Brand (Braumeisterbrand) sowie Limonade (Ravilla, Malzmandl) her und füllt aromatisiertes Quellwasser der Marke Kärnten WasserGold ab. 2021 gründete die Brauerei zusammen mit neun anderen Gründungsmitgliedern den „Verein der Unabhängigen Privatbrauereien Österreichs“. Außerdem ist sie Mitglied im Verband Die Freien Brauer.

## Produkte

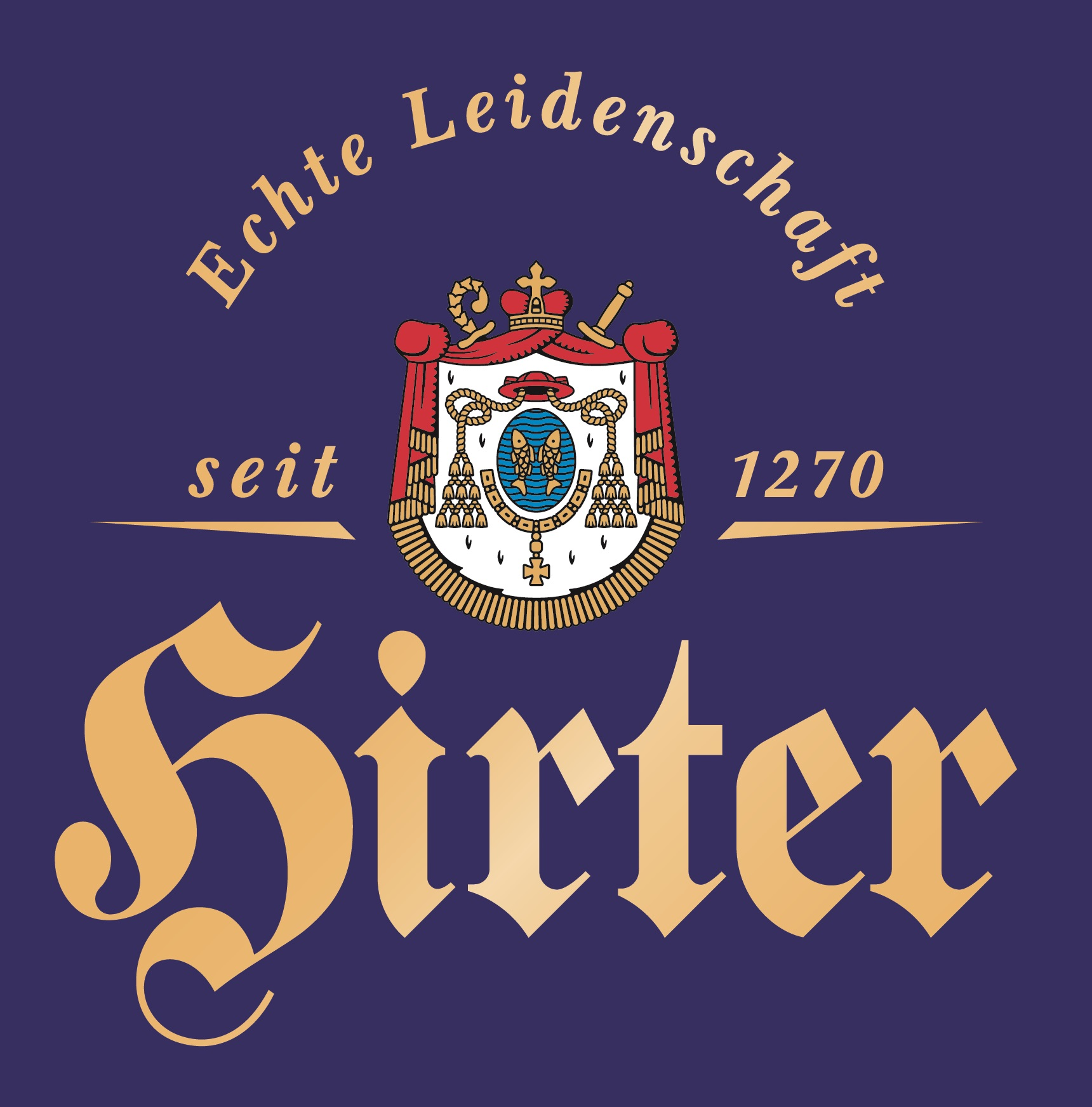
Logo der Privatbrauerei Hirt mit dem Wappen des Gurker Fürstbischofs Salm-Reifferscheidt

- 1270 (11,9° Stammwürze, 4,9 Vol.-% Alkohol)
- Beerique (19,4° Stammwürze, 9,3 Vol.-% Alkohol)[2]
- Biohanfbier (11,6° Stammwürze, 4,8 Vol.-% Alkohol)
- Festbock (16,0° Stammwürze, 7 Vol.-% Alkohol)
- Freigeist (7,1° Stammwürze, <0,5 Vol.-% Alkohol)[3]
- Imperial Porter (16,6° Stammwürze, 8,4 Vol.-% Alkohol)[4]
- Kellermeister (11,6° Stammwürze, 4,8 Vol.-% Alkohol)[5]
- Märzen (11,8° Stammwürze, 5,0 Vol.-% Alkohol)
- Morchl (12,8° Stammwürze, 5,0 Vol.-% Alkohol)
- Privat Pils (12,3° Stammwürze, 5,2 Vol.-% Alkohol)
- Radler Kräuter naturtrüb (11,2° Stammwürze, 2,5 Vol.-% Alkohol)
- Weizen (12,5° Stammwürze, 5,4 Vol.-% Alkohol)
- Zwickl (12,3° Stammwürze, 5,2 Vol.-% Alkohol)